# خانه ملا عباس زالی
خانه ملا عباس زالی مربوط به اواخر دوره قاجار است و در شهرستان اصفهان، بخش جلگه، روستای تاریخی قهی واقع شده و این اثر در تاریخ ۲۲ مرداد ۱۳۸۴ با شمارهٔ ثبت ۱۲۹۸۹ به‌عنوان یکی از آثار ملی ایران به ثبت رسیده است.